# 3環状12放射状線
3環状12放射状線（3かんじょう12ほうしゃじょうせん）は、2006年度（平成18年度）に仙台市が策定した「仙台市総合道路整備計画」における骨格幹線道路網のこと。

## 概要
高度経済成長期にはドーナツ化現象が進んで職住分離の都市像を呈するようになっていた仙台市では、1964年（昭和39年）に仙台市を含む仙台湾地区が新産業都市に指定されたのを機に、仙台市都心部を中心とする同心円状の環状道路、および、都心部と郊外とを結ぶ放射状道路を配置した都市計画道路網を1966年（昭和41年）3月に策定した。これが現在の「3環状12放射状線」にも受け継がれている。
「3環状12放射状線」は一般道路によるものだが、3環状の外側には仙台のDID（人口集中地区）を取り囲む様に総延長約60 kmの高速道路による「仙台都市圏環状自動車専用道路」（ぐるっ都・仙台、Google マップ）が2010年（平成22年）3月27日に全線開通した。

## 構成

### 3環状
最も内側の1番目の環状道路が「都心環状線」、2番目の環状道路が「内環状線」、最も外側の3番目の環状道路が「市街地環状線」である。さらに外側を高速道路による「仙台都市圏環状自動車専用道路」（ぐるっ都・仙台）が囲む。
| 路線名       | 都市計画道路名 | 該当する国県市道                                                                                 |
| ------------ | -------------- | ------------------------------------------------------------------------------------------------ |
| 都心環状線   | 宮沢根白石線   | 市道宮沢根白石線（小田原東丁や東十番丁など）                                                     |
| 都心環状線   | 狐小路尼寺線   | 市道連坊小路線〈連坊小路〉                                                                       |
| 都心環状線   | 仙台駅片平丁線 | 市道片平五橋通線〈五橋通〉                                                                       |
| 都心環状線   | 向山常盤丁線   | 市道西公園通線〈西公園通〉                                                                       |
| 都心環状線   | 北四番丁芋沢線 | 国道48号〈北四番丁通〉                                                                           |
| 都心環状線   | 北四番丁岩切線 | 市道北四番丁岩切線                                                                               |
| 内環状線     | 川内南小泉線   | 市道川内南小泉線 県道仙台松島線（利府街道） 市道舘西町線および市道川内南小泉線〈宮城の萩大通り〉 |
| 内環状線     | 長町八木山線   | 市道長町八木山線                                                                                 |
| 内環状線     | 八木山柳生線   |                                                                                                  |
| 内環状線     | 川内旗立線     | 市道川内旗立線                                                                                   |
| 市街地環状線 | 国道幹線       | 国道4号（仙台バイパス）                                                                          |
| 市街地環状線 | 郡山折立線     | 市道郡山折立線                                                                                   |
| 市街地環状線 | 折立線         | 県道仙台村田線                                                                                   |
| 市街地環状線 | 八乙女折立線   | 県道仙台北環状線                                                                                 |

### 12放射状
仙台市都心部から北向きを基準に時計回りに記載。
| 路線名         | 都市計画道路名   | 該当する国県市道                                                 |
| -------------- | ---------------- | ---------------------------------------------------------------- |
| 放射状線（1）  | 元寺小路七北田線 | 県道仙台泉線（奥州街道、陸羽街道）                               |
| 放射状線（1）  | 国道幹線         | 国道4号（奥州街道、陸羽街道）                                    |
| 放射状線（2）  | 宮沢根白石線     | 市道宮沢根白石線                                                 |
| 放射状線（3）  | 北四番丁岩切線   | 市道大梶4号線 県道仙台松島線（利府街道）                         |
| 放射状線（4）  | 花京院通福田町線 | 国道45号（仙塩街道）                                             |
| 放射状線（5）  | 元寺小路福室線   | 市道元寺小路福室線                                               |
| 放射状線（6）  | 清水小路多賀城線 | 市道新寺通線〈新寺通〉 県道荒浜原町線 県道仙台塩釜線（産業道路） |
| 放射状線（7）  | 宮沢根白石線     | 市道宮沢根白石線                                                 |
| 放射状線（7）  | 南小泉茂庭線     |                                                                  |
| 放射状線（7）  | 土樋藤塚線       | 市道土樋藤塚                                                     |
| 放射状線（7）  | 原町広岡線       | 県道井土長町線（広瀬橋）                                         |
| 放射状線（7）  | 元寺小路郡山線   | 市道元寺小路郡山線〈広瀬河畔通〉                                 |
| 放射状線（7）  | 国道幹線         | 国道4号（仙台バイパス）                                          |
| 放射状線（8）  | 八木山柳生線     | 県道仙台館腰線                                                   |
| 放射状線（9）  | 元寺小路郡山線   | 市道元寺小路郡山線〈広瀬河畔通〉                                 |
| 放射状線（9）  | 南小泉茂庭線     | 国道286号〈秋保通〉                                              |
| 放射状線（10） | 元寺小路川内線   | 国道48号（仙台西道路）                                           |
| 放射状線（10） | 愛子幹線         | 国道48号（愛子バイパス）                                         |
| 放射状線（11） | 北四番丁芋沢線   |                                                                  |
| 放射状線（11） | 川内芋沢線       | 市道綱木半子町線                                                 |
| 放射状線（12） | 北四番丁大衡線   | 県道大衡仙台線                                                   |

## 沿革

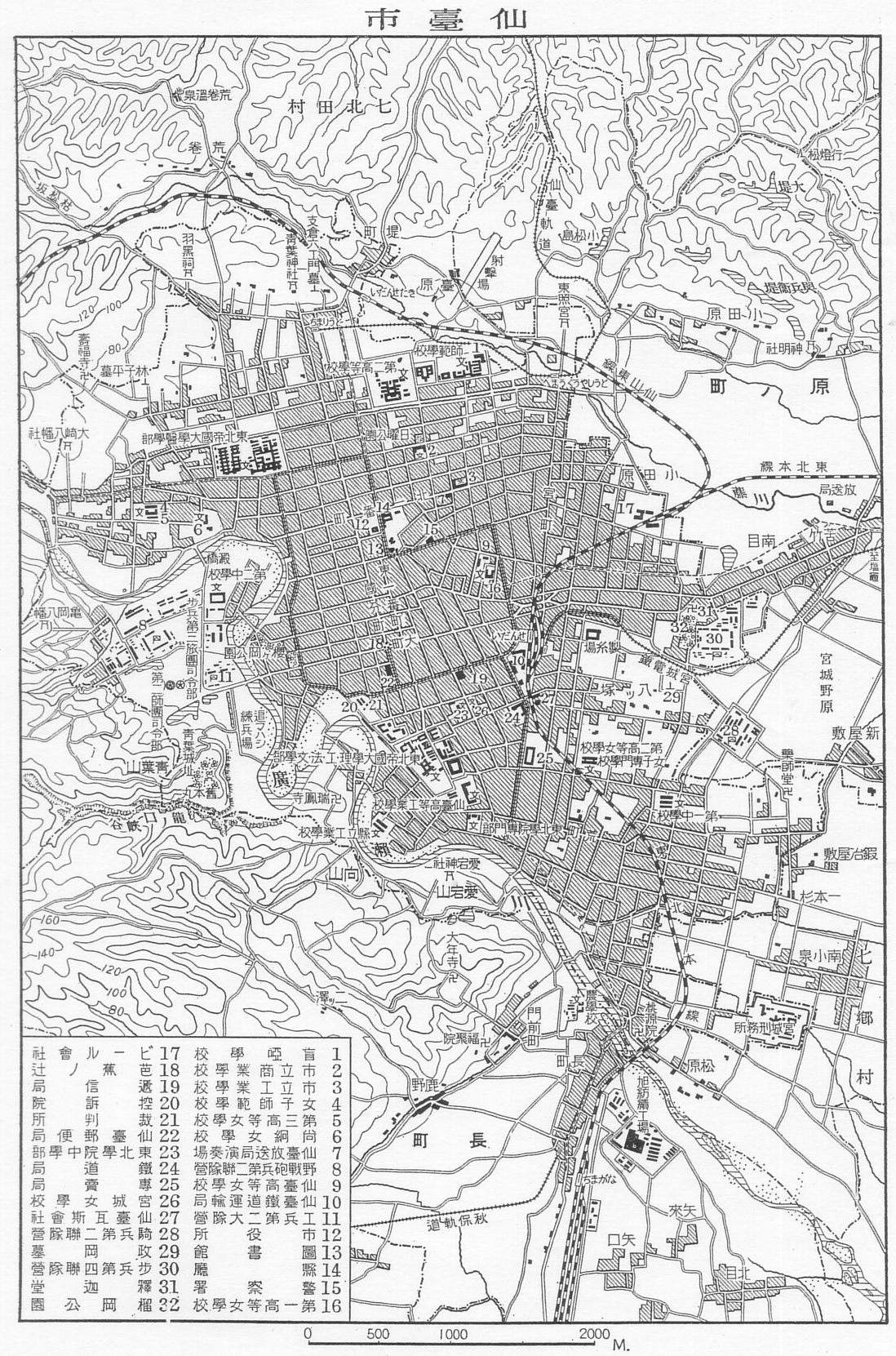
1927年（昭和2年）頃の仙臺市および近郊地図。仙台市電の第1期線にあたる環状線、芭蕉の辻線、および、荒町までの長町線が実線で図示されている。第2期線の放射状路線は点線で表されている。なお、建設中の仙山東線も実線で図示されている。

1920年（大正9年）の（旧）道路法施行時、仙台市が管理する道路の延長は141 kmだった。
1926年（大正15年）11月25日に仙台市電が運行開始した。また、同年、郡制が完全廃止となった。すると仙台市は、市制施行後初めての市域拡大に乗り出し、東および南に隣接する原町、七郷村南小泉、長町を1928年（昭和3年）4月に編入合併した。この過程において1927年（昭和2年）6月、東方の新市域を工業地域化することを企図した東西道路、市電開通に伴う仙台駅周辺の交通集中に対応した中央環状道路、将来の市電敷設を考慮した放射状道路を配置した道路計画を立案。1932年（昭和7年）の東北本線・東仙台駅開業に合わせて、同年より東仙台駅周辺から現苦竹駅北側までの地域において、旧都市計画法に基く組合土地区画整理事業を施行し、また、同年から仙台市電の第2期線（放射状線）の工事にも着手した。

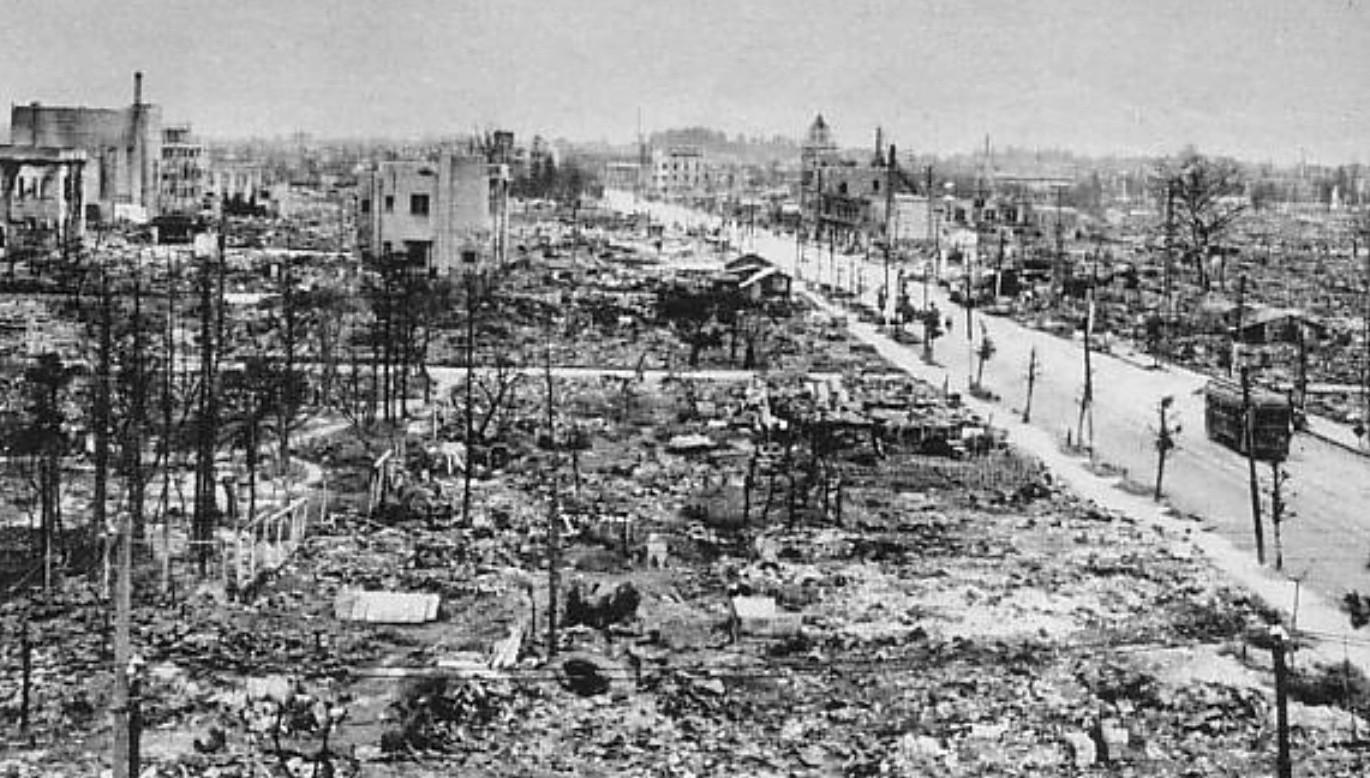
空襲で焼け野原となった仙台市街（1945年9月18日）

1945年（昭和20年）7月10日の仙台空襲で市街地が焦土と化すと、中心部の戦災復興事業において、将来のモータリゼーション進展への対応、および、火災延焼防止や避難路など防災面を考慮して、幅員30-50 mの6幹線を東西および南北に縦貫させる道路計画に1946年（昭和21年）11月に見直した。
昭和30年代に入ると高度経済成長が始まり、仙台市を含む仙塩地区では新興住宅地（ニュータウン/ベッドタウン）が次々造られていった。また、全国総合開発計画により1964年（昭和39年）3月3日、仙台市を含む仙台湾地区が新産業都市に指定され、大規模な工業開発が期待されるようになった。同年、国道4号仙台バイパスが開通し、東北縦貫自動車道も東北自動車道として国土開発縦貫自動車道の予定路線とされた。このような仙台圏におけるドーナツ化現象（郊外化）や臨海工業地域開発と、より広域な新規自動車専用道路網との接続を考慮し、1966年（昭和41年）3月に放射状線や環状線を配置した道路計画に大幅に見直された。これが現在の「3環状12放射状線」のもとになっている。
1987年（昭和62年）11月1日に宮城郡宮城町、1988年（昭和63年）3月1日に泉市および名取郡秋保町を仙台市が編入合併したことに伴い、3市町の都市計画道路を仙台市の都市計画道路に追加した。1989年（平成元年）4月1日の政令指定都市移行に伴って、市内の国道や県道が仙台市の管理となった。
バブル崩壊後、税収の減少および人口増加や市街地拡大の鈍化を反映して、仙台市はコンパクトシティを志向するようになる。まず、軌道系公共交通機関を基軸とした「アクセス30分構想」を1999年（平成11年）7月に策定し、さらに2002年（平成14年）3月29日、バスと軌道との連関を進めるためオムニバスタウンの指定を受けた（参照）。
2000年代に入ると小泉内閣のもとでの三位一体の改革などで地方交付税交付金などが減少し、都市計画道路建設の財源を充分に得られない状況になったが、仙台市はいざなみ景気の2006年度（平成18年度）に「仙台市総合道路整備計画」を策定した。しかし、2008年（平成20年）9月15日にリーマン・ショックが発生して世界金融危機が深刻化すると、2009年（平成21年）3月30日に「仙台市都市計画道路網見直し方針」を策定し、道路計画の一部縮小を始めた。2010年（平成22年）11月16日には「せんだい都市交通プラン」を策定し、公共交通機関を含めた道路行政を志向している。